# Fajac-la-Relenque
Fajac-la-Relenque é uma comuna francesa na região administrativa de Occitânia, no departamento de Aude. Estende-se por uma área de 3,51 km². Em 2010 a comuna tinha 54 habitantes (densidade: 15,4 hab./km²).